# 普門院 (さいたま市)
普門院（ふもんいん）は、埼玉県さいたま市大宮区大成町にある曹洞宗の寺院である。応永33年（1426年）、当地の領主金子大成は、この地に赴いた月江正文に帰依し、自から剃髪し幻公庵主と称し、居城（大成館）を寺院とし、山号を大成山、寺号を普門院とした。

## 文化財
- 普門院のタラヨウ - 市指定 天然記念物[2]

## 交通アクセス
JR・東武「大宮駅」西口下車徒歩15分
バス
- 「三進自動車行」職業安定所入口下車
- 「平方行」大成消防署下車
- 「上尾駅西口行」大成消防署下車
- 「西上尾団地行」大成消防署下車